# 南阿蘇鉄道
南阿蘇鉄道株式会社（みなみあそてつどう）は、熊本県で旧国鉄特定地方交通線の鉄道路線高森線を運営している南阿蘇村・高森町など沿線自治体が出資する第三セクター方式の鉄道会社である。本社所在地は熊本県阿蘇郡高森町大字高森1537-2。

## 沿革
- 1985年（昭和60年）4月1日 - 設立。
- 1986年（昭和61年）
  - 4月1日 - 国鉄高森線を承継し開業[4]。
  - 7月26日 - トロッコ列車「ゆうすげ号」を運転開始。
- 2008年（平成19年）3月20日 - 沿線周辺地域で、線路と道路の両方を走行できる車両「デュアル・モード・ビークル(DMV)」の走行実証実験を22日まで実施[5]。
- 2016年（平成28年）
  - 4月14日 - 熊本地震で全線運転見合わせとなる[6]。
  - 4月16日 - この日発生した熊本地震の本震で甚大な被害を受け、引き続き全線で運休[6]。
  - 7月31日 - 中松 - 高森間で運転再開[7]。
- 2023年（令和5年）
  - 3月10日 - 全線再開に向けて国土交通省より「鉄道事業再構築実施計画」の認定を受ける。これまで南阿蘇鉄道が第一種鉄道事業者として高森線の施設保有と旅客運送を行ってきたが、この認定をもって同年4月1日から南阿蘇鉄道が旅客運送を行う第二種鉄道事業者、南阿蘇鉄道管理機構が施設を保有する第三種鉄道事業者となる上下分離方式に移行[8][9]。
  - 7月15日 - 立野 - 中松間が運転再開し全線復旧。同時にJR豊肥本線の肥後大津駅まで2往復乗り入れ開始[10][8][11]。
- 2024年（令和6年）
  - 運転士として勤務する地域おこし協力隊員に対する給与未払いが発覚（詳細は後節参照）。
  - 4月1日 - 南鉄専務の津留恒誉が同日付けで代表取締役社長就任、副社長には同社前社長・草村大成（高森町長）が就いた[1][12]。初の生え抜き社長。

## 路線
- 高森線 : 立野 - 高森 17.7km

## 車両

### 現有車両
気動車は全て新潟鐵工所製とそれを引き継いだ新潟トランシス製である。
- MT-3000形(3010) - 1998年製。「くまもと未来国体」を前に、宝くじの助成金で新製した宝くじ号。
- MT-4000形(4001-4004) - 2022年製。2023年4月14日に営業運転を開始[13][14]。豊肥本線直通対応。本形式の導入により老朽化の進むMT-2000形、MT-3000形(3001)を置き換えた。
- DB16形(DB1601・1602) - 2007年北陸重機工業製[15]。トロッコ列車「ゆうすげ号」の牽引に使用される機関車。
- トラ700形(トラ70001・トラ70002) - トロッコ列車「ゆうすげ号」でトロッコ客車として使用。
- TORA200形(TORA20001) - 2007年北陸重機工業製のトロッコ列車「ゆうすげ号」のトロッコ客車。

車両の全般検査業務は日鉄物流八幡に委託されている。　

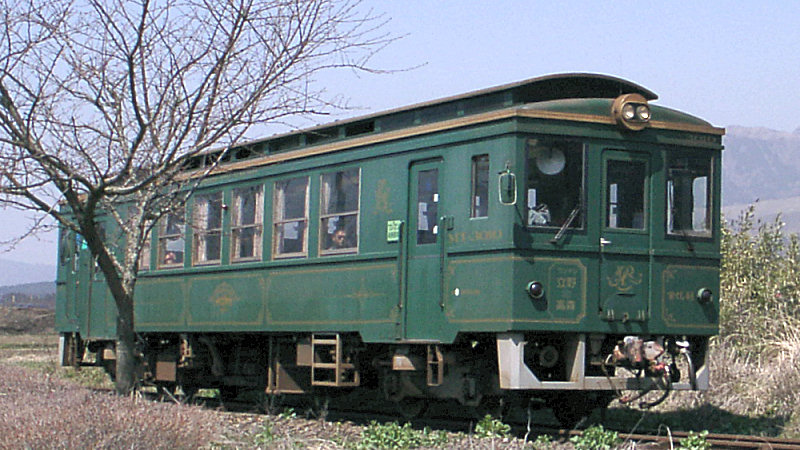
MT-3000形 MT-3010
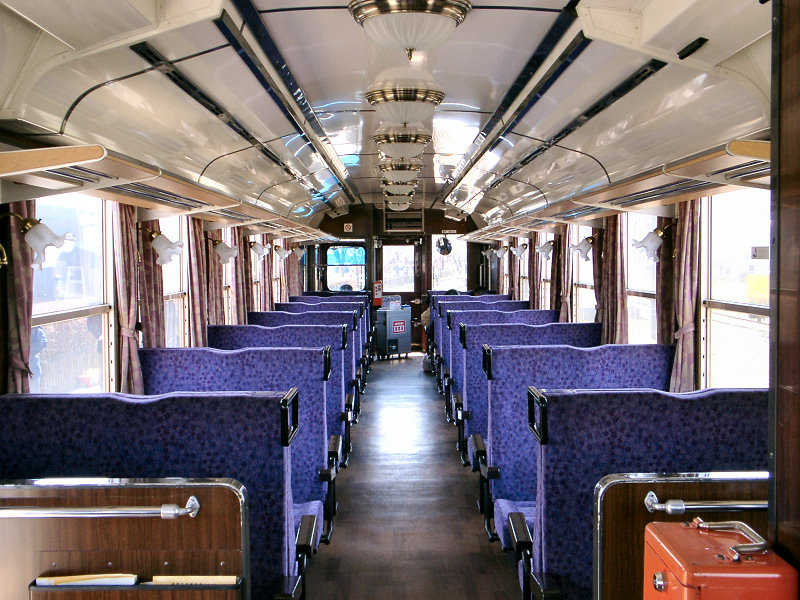
MT-3000形 MT-3010 車内
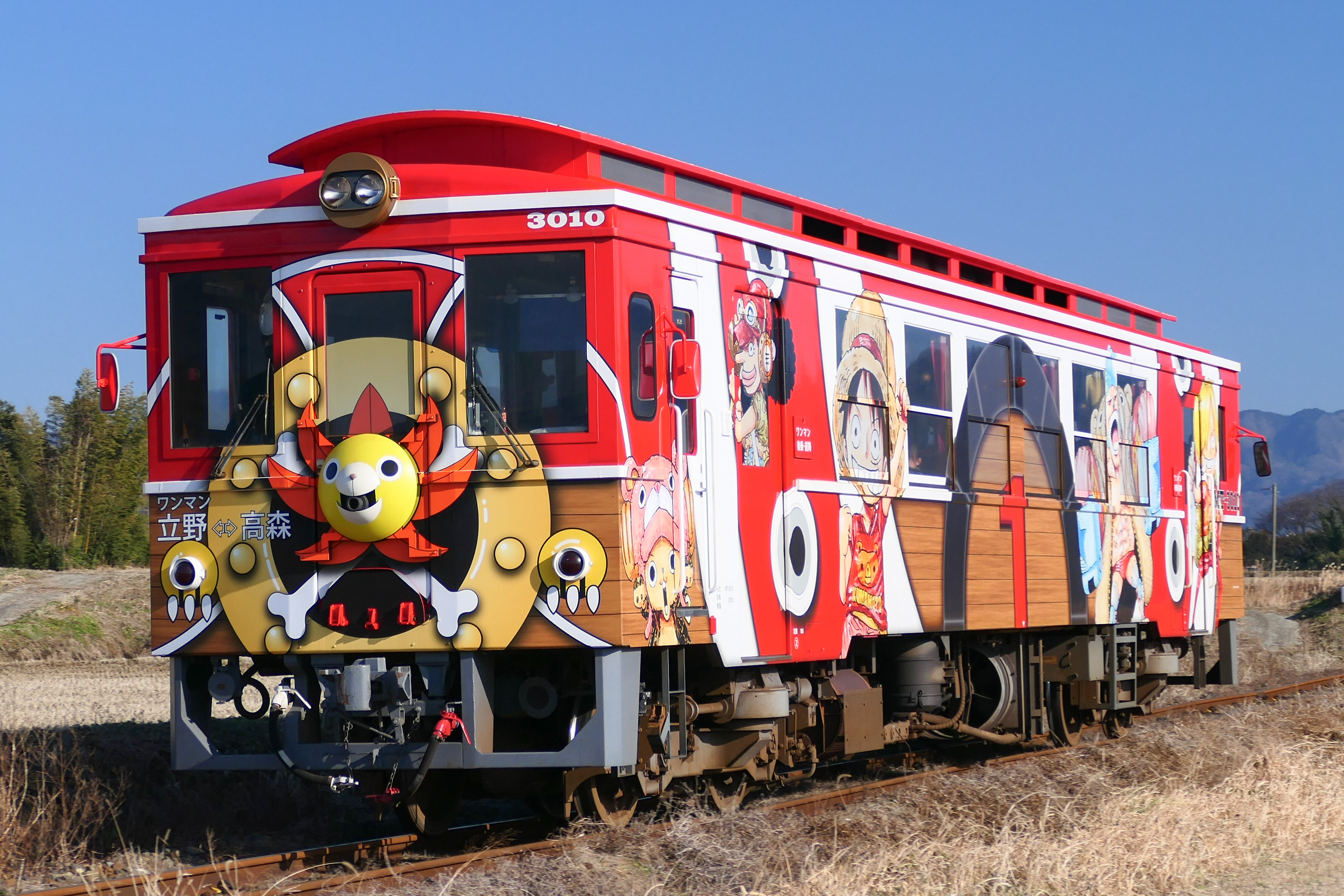
MT-3000形 MT-3010 「サニー号トレイン」
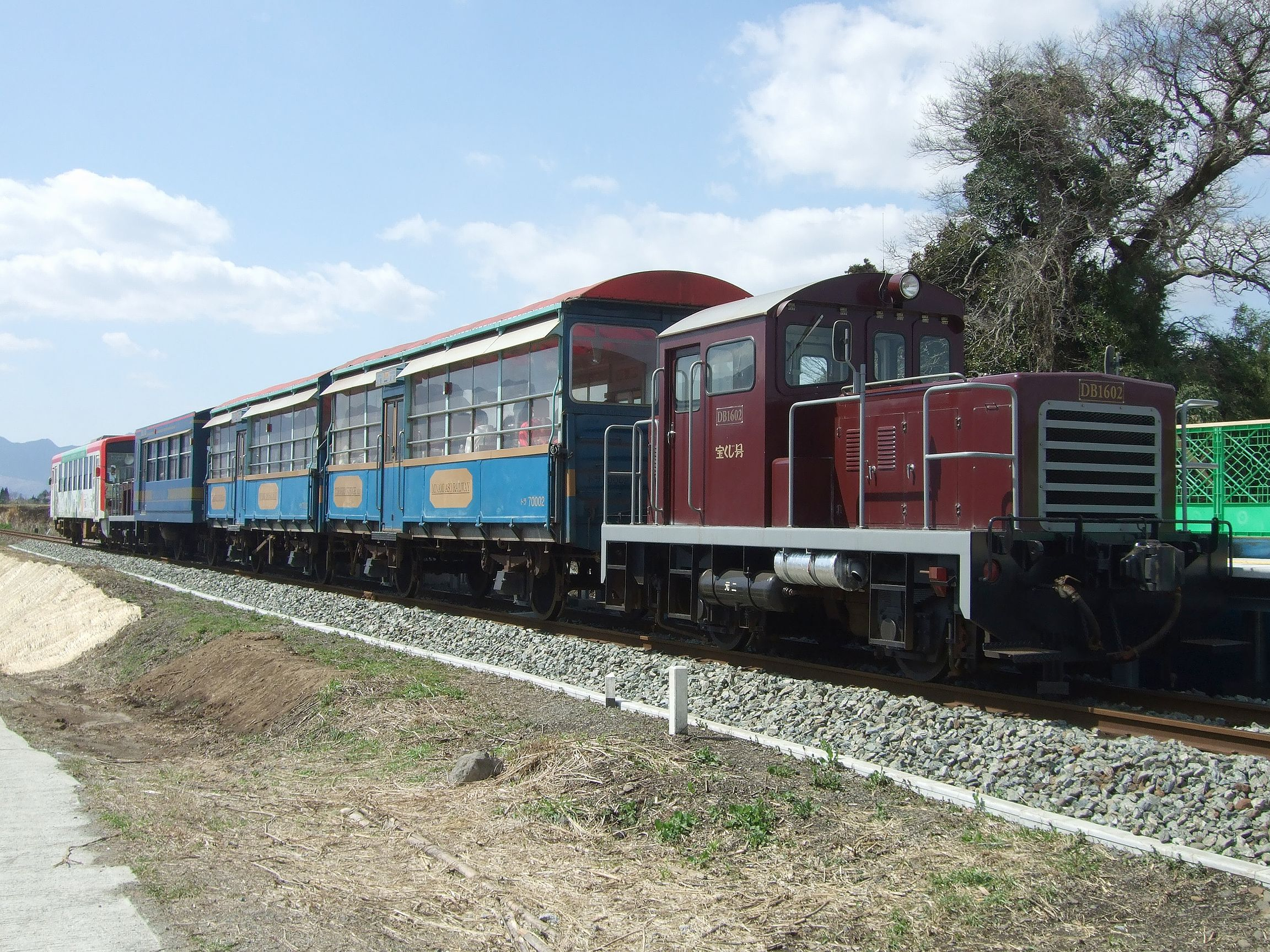
トロッコ列車「ゆうすげ号」DB1602ほか
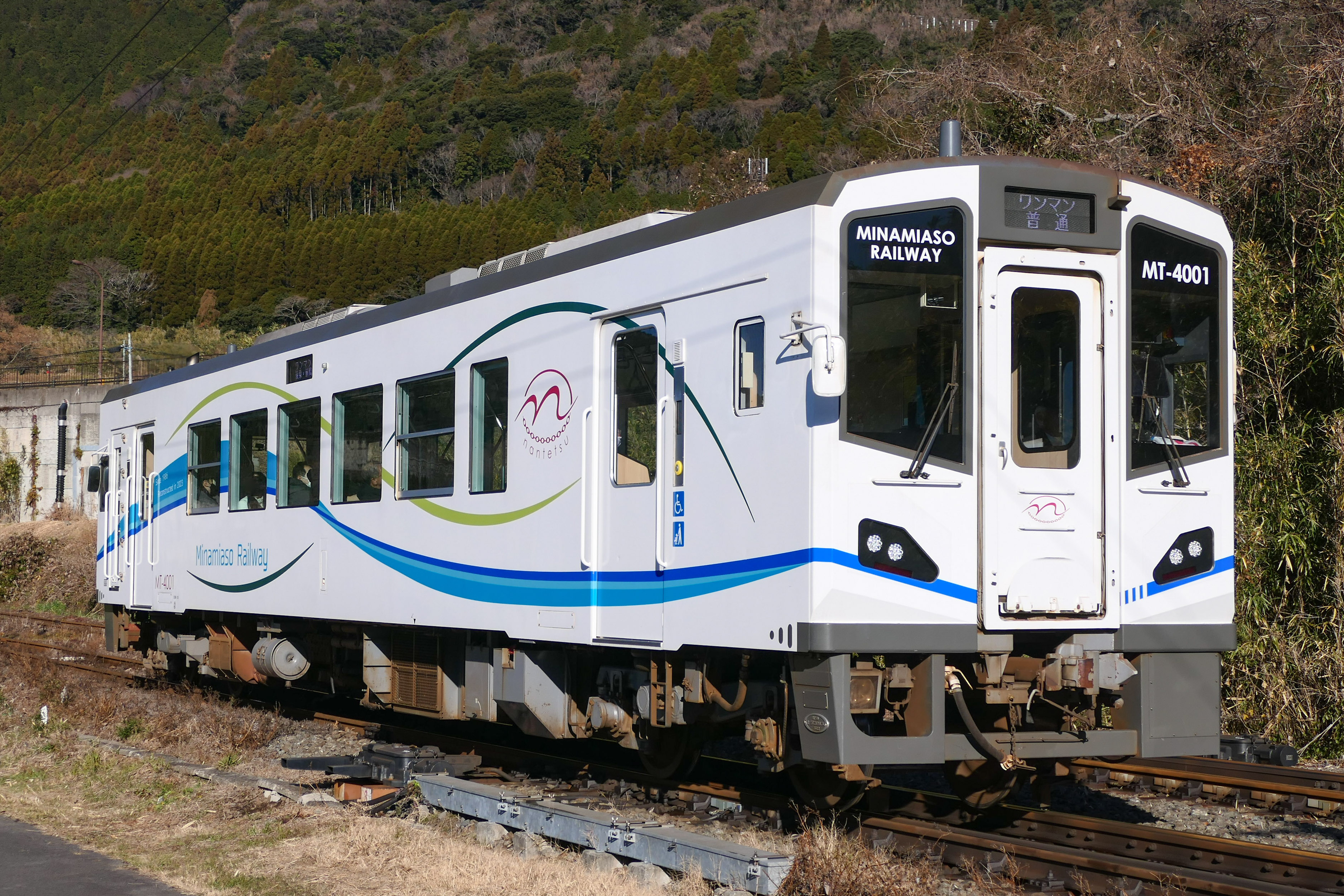
MT-4000形 MT-4001

### 過去の車両
- MT-2100形(2105) - 1961年1月に新潟鉄工所で製造され、1987年に国鉄熊本運転所から譲受した元国鉄キハ52 35[16]。南阿蘇鉄道として開業時からの車両。MT-2000形との総括制御を行えるように改造し、カラーリングの変更も行われたが、予備車として導入されたため、ワンマン化改造はされなかった[16]。高森駅構内の留置線に留置されていたが1993年にMT3000形が登場し廃車となった。
- DB10形(DB101, DB102) - トロッコ列車「ゆうすげ号」の牽引に使用されていたディーゼル機関車。2007年に平成筑豊鉄道に移籍し、2009年に開業した門司港レトロ観光線で、元島原鉄道のトロッコ用客車を牽引している。
- MT-2000形(2001-2003) - 1986年製。南阿蘇鉄道として開業時からの車両。MT-2001には「はなしのぶ」、MT-2002には「しらかわ」、MT-2003には「りんどう」の愛称がある。2023年にMT-2001・MT-2002、2024年にMT-2003が運用を終了した[17]。
- MT-3000形(3001) - 1993年製。2024年に運用終了[17]。

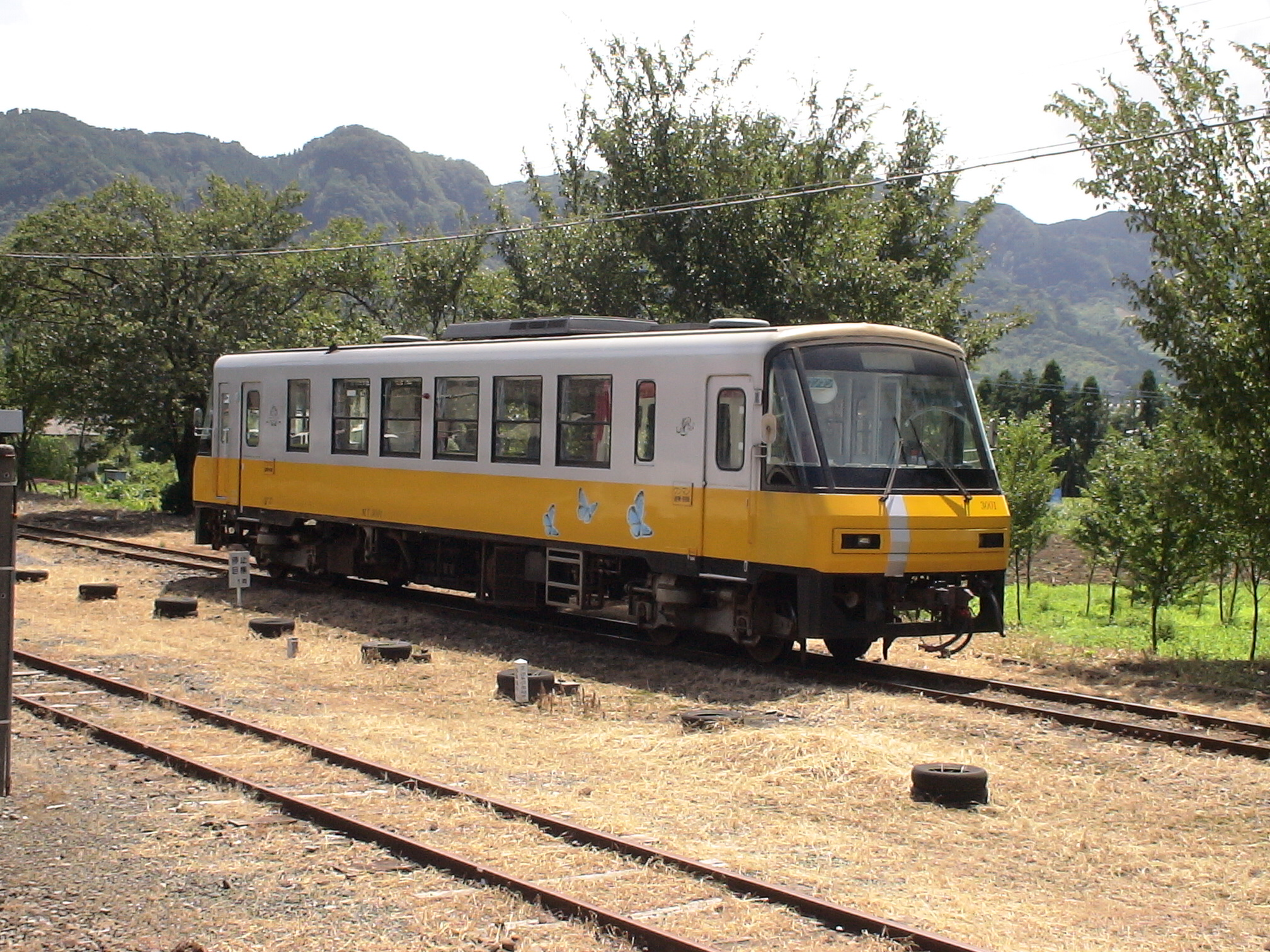
MT-3000形 MT-3001

## 不祥事

### 地域おこし協力隊員への給与未払い
同鉄道が、熊本地震の復興支援プロジェクトとして同鉄道で運転士として勤務する地域おこし協力隊の隊員10人に対し、2020年度以降に給与の一部を支払っていなかったことが、2024年2月に発覚した。高森町と南阿蘇村では、同鉄道に勤務の協力隊員の活動時間を1ヵ月に120時間以内と定め、これを超過する分について同鉄道と協力隊員との間で個別に雇用契約を結んでいるが、2020年度以降に多額の未払いがあったことが、報道機関への情報提供により判明した。未払いの額は、2023年4月から10月の間だけでも合わせて190万円に及んでおり、同鉄道は、今後は労務管理の改善を図るとしている。さらに同年5月に、この件で菊池労働基準監督署から是正勧告を受けていたことも判明している。

## その他

### ドキュメンタリー
- 新日本風土記「熊本 南阿蘇鉄道」（2024年1月9日、NHK BS）[20]